# Liste der Herrscher von Neapel
Diese Liste enthält die souveränen Herrscher Neapels beginnend von der faktischen Spaltung des normannischen Königreichs Sizilien in einen insularen und einen festländischen Teil im Jahr 1282 bis zur Gründung des Königreichs Italien im Jahr 1861. Die Teilung des Königreichs wurde 1302 vertraglich besiegelt. Die Monarchen der zwei entstandenen Königreiche nannten sich weiterhin „Könige von Sizilien“. Der Begriff „Königreich Neapel“ ist eine moderne Umschreibung für das festländische Reich (Sicilia citeriore), um es besser von dem insularen (Sicilia ulteriore) unterscheiden zu können.
Für die Könige des insularen Reichs siehe die Liste der Herrscher von Sizilien.

## Das angevinische Neapel
Seit 1266 herrschte Karl von Anjou als König von Sizilien. Seine Hauptresidenz nahm er bereits in Neapel, im Gegensatz zu seinen normannisch-staufischen Vorgängern, die in Palermo residierten. Nach dem Ausbruch der sizilianischen Vesper 1282 verlor er die Herrschaft auf der Insel Sizilien, die in der Folge von König Peter III. von Aragón erobert wurde. Während die Insel so unter die Dominanz des aragónesisch-katalanischen Hauses kam, konnte sich Karl von Anjou aber auf dem Festland behaupten. Sein gleichnamiger Sohn erkannte schließlich nach mehreren Jahren des Krieges im Vertrag von Caltabellotta 1302 die Teilung des alten normannischen Königreichs in ein insulares und ein festländisches Königreich an.
Das Haus Anjou war ein Seitenzweig der französischen Herrscherdynastie der Kapetinger.
|                    | Name                  | Regierungszeit | Verwandtschaft                                                                | Anmerkungen |
| ------------------ | --------------------- | -------------- | ----------------------------------------------------------------------------- | --- |
| Haus Anjou         |                       |                |                                                                               | |
|                    | Karl I. von Anjou     | 1266–1285      |                                                                               | |
|                    | Karl II. der Lahme    | 1285–1309      | Sohn des Vorgängers                                                           | |
|                    | Robert der Weise      | 1309–1343      | Sohn des Vorgängers                                                           | |
|                    | Johanna I.            | 1343–1382      | Enkelin des Vorgängers                                                        | Johanna adoptierte vor ihrer Entmachtung den Herzog Ludwig I. von Anjou, den sie so zu ihrem Erben designierte. Er und seine Nachkommen führten auch den Königstitel und erkannten die Herrschaft der Anjou-Durazzo nicht an. |
|                    | Ludwig I.             | 1352–1362      | Cousin und Ehemann von Johanna                                                | Mitkönig seiner Frau. |
| Haus Anjou-Durazzo |                       |                |                                                                               | |
|                    | Karl III. von Durazzo | 1382–1386      | Urenkel Karls II.                                                             | Entmachtete Königin Johanna. Seit 1385 auch König von Ungarn. |
|                    | Ladislaus             | 1386–1414      | Sohn des Vorgängers                                                           | |
|                    | Johanna II.           | 1414–1435      | Schwester des Vorgängers                                                      | Johanna adoptierte sowohl König Alfons V. von Aragón als auch René von Anjou, die beide nach ihrem Tod um die Herrschaft in Neapel kämpften.                                                                                  |
| Haus Anjou-Valois  |                       |                |                                                                               | |
|                    | Renato                | 1435–1442      | Enkel des Herzogs Ludwig I. von Anjou und Adoptivsohn von Königin Johanna II. | |

## Das aragonesische Neapel
König Alfons V. von Aragón erreichte nach dem Tod von König René die päpstliche Anerkennung als König von Neapel. Da er zugleich auch König von Sizilien  war, führte er erstmals seit ihrer Teilung die „beiden Sizilien“ in einer Personalunion zusammen. Diese endete aber mit seinem Tod.
|                 | Name                       | Regierungszeit | Verwandtschaft                      | Anmerkungen |
| --------------- | -------------------------- | -------------- | ----------------------------------- | --- |
| Haus Trastámara |                            |                |                                     | |
|                 | Alfons I.                  | 1442–1458      | Adoptivsohn von Königin Johanna II. | König von Aragón (Alfons V.) König von Sizilien |
|                 | Ferdinand I. (Ferrante)    | 1458–1494      | Sohn des Vorgängers                 | |
|                 | Alfons II.                 | 1494–1495      | Sohn des Vorgängers                 | Seine Herrschaft wurde 1495 unterbrochen durch König Karl VIII. von Frankreich, der Neapel als Erbe der Anjou beanspruchte und das Land kurzzeitig besetzte. |
|                 | Ferdinand II. (Ferrandino) | 1495–1496      | Sohn des Vorgängers                 | |
|                 | Friedrich I.               | 1496–1501      | Sohn Ferdinands I.                  | Friedrich übertrug sein Königreich an den König von Frankreich.                                                                                              |
| Haus Valois     |                            |                |                                     | |
|                 | Ludwig                     | 1501–1504      |                                     | König von Frankreich (Ludwig XII.). nannte sich als König von Neapel „Ludwig IV.“ in der Erbefolge der Herzöge von Anjou.                                    |

## Das spanische Neapel
König Ferdinand II. der Katholische von Aragón eroberte nach der Schlacht beim Flusse Garigliano 1504 das Königreich Neapel und schwang sich zu dessen König auf. Da er zugleich auch König von Sizilien war, begründete er eine dauerhafte Personalunion der Siziliens und Neapels mit dem Titel „König beider Sizilien“.
Die Könige hatten ihre Residenz in Spanien, sie wurden vertreten durch eingesetzte Vizekönige. Siehe dazu die Liste der Vizekönige von Neapel.
|                    | Name                           | Regierungszeit | Verwandtschaft                         | Anmerkungen |
| ------------------ | ------------------------------ | -------------- | -------------------------------------- | --- |
| Haus Trastámara    |                                |                |                                        | |
|                    | Ferdinand III. der Katholische | 1504–1516      | Enkel von Alfons V. von Aragón         | König von Aragón (Ferdinand II.) König von Sizilien (Ferdinand II.) |
|                    | Johanna                        | 1516–1555      | Tochter des Vorgängers                 | Königin von Sizilien Königin von Kastilien und Aragón Wegen einer vermuteten oder zumindest zeitweise aufgetretenen psychischen Erkrankung von den Regierungsgeschäften ausgeschlossen, regierte gemeinsam mit ihrem Sohn Karl. |
| Haus Habsburg      |                                |                |                                        | |
|                    | Karl IV.                       | 1516–1554      | Sohn Johannas und Enkel Ferdinands II. | König von Sizilien (Karl II.) König von Spanien (Karl (I.) Römischer Kaiser (Karl V.) |
|                    | Philipp I.                     | 1554–1598      | Sohn des Vorgängers                    | König von Sizilien (Philipp I.) König von Spanien (Philipp II.) |
|                    | Philipp II.                    | 1598–1621      | Sohn des Vorgängers                    | König von Sizilien (Philipp II.) König von Spanien (Philipp III.) |
|                    | Philipp III.                   | 1621–1665      | Sohn des Vorgängers                    | König von Sizilien (Philipp III.) König von Spanien (Philipp IV.) |
|                    | Karl V.                        | 1665–1700      | Sohn des Vorgängers                    | König von Sizilien (Karl III.) König von Spanien (Karl II.) |
| Haus Bourbon-Anjou |                                |                |                                        | |
|                    | Philipp IV.                    | 1700–1713      |                                        | König von Sizilien (Philipp iV.) König von Spanien (Philipp V.) |

## Habsburg, Bourbon und Bonaparte
Die spanische Krone musste im Vertrag von Utrecht, der 1713 den spanischen Erbfolgekrieg beendete, das Königreich Sizilien an Savoyen und das Königreich Neapel an Habsburg abtreten. Die Personalunion der „beiden Sizilien“ endete damit einstweilen, aber schon 1720 konnte der Habsburgerkaiser Karl VI. das Königreich Sardinien bei Viktor Amadeus von Savoyen für Sizilien eintauschen und somit die Personalunion wiederherstellen.
|               | Name     | Regierungszeit | Verwandtschaft | Anmerkungen                                                       |
| ------------- | -------- | -------------- | -------------- | ----------------------------------------------------------------- |
| Haus Habsburg |          |                |                |                                                                   |
|               | Karl VI. | 1713–1735      |                | Römischer Kaiser (Karl VI.) Ab 1720 König von Sizilien (Karl IV.) |

Während des polnischen Erbfolgekrieges wurde Sizilien erneut von Spanien erobert. Im Friedensschluss von Wien 1735 trat Habsburg sowohl Neapel als auch Sizilien an das spanische Königshaus ab. Beide Königreiche wurden einem Prinzen des Hauses überlassen, womit die Personalunion „beider Sizilien“ bewahrt wurde.
|                       | Name          | Regierungszeit | Verwandtschaft                     | Anmerkungen |
| --------------------- | ------------- | -------------- | ---------------------------------- | --- |
| Haus Bourbon-Sizilien |               |                |                                    | |
|                       | Karl VII.     | 1735–1759      | Sohn König Philipps V. von Spanien | Als Karl V. König von Sizilien. Karl wurde 1759 als Karl III. König von Spanien. Die Königreiche Neapel und Sizilien übergab er seinem jüngeren Sohn. |
|                       | Ferdinand IV. | 1759–1806      | Sohn des Vorgängers                | Als Ferdinand III. König von Sizilien. Seine Herrschaft in Neapel wurde 1799 von der Parthenopäischen Republik unterbrochen.                          |

Die Bourbonen verloren während der napoleonischen Kriege 1806 Neapel an den französischen Kaiser Napoleon Bonaparte. Der setzte dort seine Familienmitglieder als Könige ein. Ihre Herrschaft auf Sizilien konnten die Bourbonen jedoch erhalten, wodurch die Personalunion „beider Sizilien“ erneut unterbrochen wurde.
|                | Name             | Regierungszeit | Verwandtschaft                       | Anmerkungen                                                                          |
| -------------- | ---------------- | -------------- | ------------------------------------ | ------------------------------------------------------------------------------------ |
| Haus Bonaparte |                  |                |                                      |                                                                                      |
|                | Joseph Bonaparte | 1806–1808      | Bruder von Kaiser Napoleon Bonaparte | Wurde von seinem Bruder zunächst in Neapel und 1808 in Spanien als König eingesetzt. |
|                | Joachim Murat    | 1808–1815      | Schwager von Joseph und Napoleon     | Wurde von seinem Schwager in Neapel eingesetzt. 1815 gestürzt.                       |

Nach dem Ende Napoleon Bonapartes wurde der Bourbone Ferdinand auf dem Thron in Neapel restauriert. Die Personalunion der „beiden Sizilien“ wurde dadurch wiederhergestellt.
|                       | Name          | Regierungszeit | Verwandtschaft | Anmerkungen                         |
| --------------------- | ------------- | -------------- | -------------- | ----------------------------------- |
| Haus Bourbon-Sizilien |               |                |                |                                     |
|                       | Ferdinand IV. | 1815–1816      |                | König von Sizilien (Ferdinand III.) |

## Das Königreich beider Sizilien
Per Dekret hob König Ferdinand im Jahr 1816 die Personalunion zwischen Sizilien (Regno di Sicilia ulteriore) und Neapel (Regno di Sicilia citeriore) auf und vereinte beide Königreiche in einer Realunion. Der neu geschaffene Staat hieß „Königreich beider Sizilien“, Staatsoberhaupt blieb Ferdinand.
|                       | Name          | Regierungszeit | Verwandtschaft      | Anmerkungen |
| --------------------- | ------------- | -------------- | ------------------- | ----------- |
| Haus Bourbon-Sizilien |               |                |                     |             |
|                       | Ferdinand I.  | 1816–1825      |                     |             |
|                       | Franz I.      | 1825–1830      | Sohn des Vorgängers |             |
|                       | Ferdinand II. | 1830–1859      | Sohn des Vorgängers |             |
|                       | Franz II.     | 1859–1860      | Sohn des Vorgängers |             |

## Diktator von Sizilien
|  | Name               | Regierungszeit | Verwandtschaft | Anmerkungen |
|  | ------------------ | -------------- | -------------- | --- |
|  | Giuseppe Garibaldi | 1860–1861      |                | Im Zuge des „Risorgimento“ eroberte Giuseppe Garibaldi 1860 Sizilien und marschierte anschließend in Neapel ein. Der letzte Bourbonenkönig floh ins Exil, worauf Garibaldi den Staat bis 1861 diktatorisch regierte. Danach wurde das Land mit dem Königreich Sardinien-Piemont vereint und ging schließlich mit diesem im neu gegründeten Königreich Italien auf. |